# Alfredo Volpi

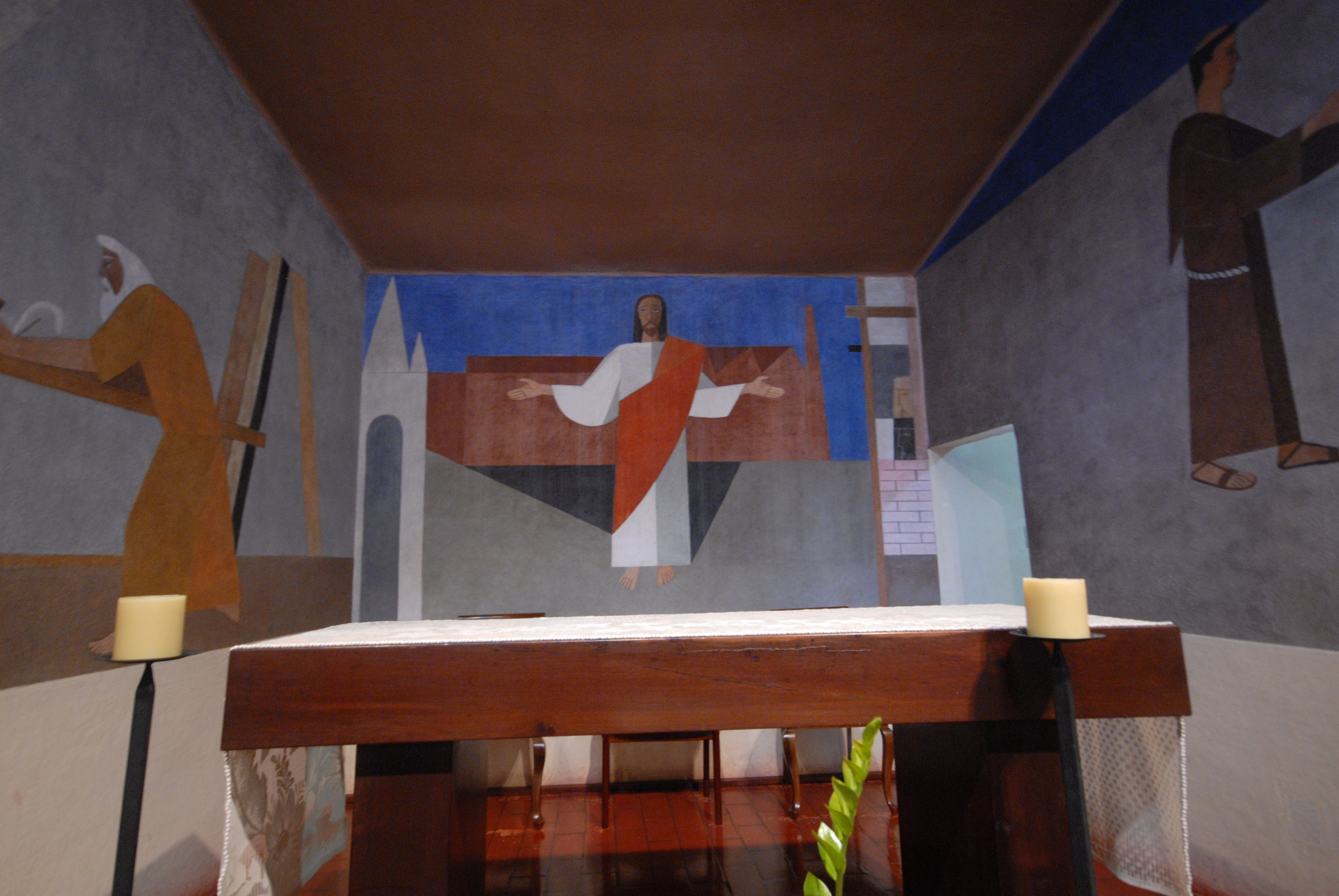
Vista frontal do altar da Capela do Cristo Operário, em São Paulo.

Alfredo Volpi (Lucca, 14 de abril de 1896 — São Paulo, 28 de maio de 1988) foi um pintor ítalo-brasileiro considerado pela crítica como um dos artistas mais importantes da segunda geração do modernismo no Brasil. Uma das características de suas obras são as bandeirinhas e os casarios.

## Biografia
Começou a pintar em 1911, executando murais decorativos. Em seguida, trabalhou com óleo sobre madeira, consagrando-se como mestre utilizador de têmpera sobre tela.
Grande colorista, explorou através das formas, composições magníficas de grande impacto visual. Em conjunto com Arcangelo Ianelli e Aldir Mendes de Souza, formou uma tríade de exímios coloristas, foco de livro denominado 3 Coloristas, escrito por Alberto Beuttenmüller (Ed. IOB, julho de 1989).
Trabalhou também como pintor decorador em residências da sociedade paulista da época, executando trabalho de decoração artística em paredes e murais junto com Antonio Ponce Paz, pintor e escultor espanhol que logo virou um grande amigo de Volpi.
Realizou a primeira exposição individual aos 47 anos de idade, expondo no Salão de Maio e na 1ª. Exposição da Família Artística Paulista, no ano de 1938 na cidade de São Paulo.
Na década de 1950 evoluiu para o abstracionismo geométrico, de que é exemplo a série de bandeiras e mastros de festas juninas. Recebeu o prêmio de melhor pintor nacional na segunda Bienal de São Paulo, em 1953. Participou da primeira Exposição de Arte Concreta, entre ao Grupo Santa Helena, porém sempre ia visitar seus amigos que oficialmente participavam como Mario Zanini e Francisco Rebolo, situado na Praça da Sé, em São Paulo. Faziam parte do Grupo Santa Helena os seguintes pintores: Aldo Bonadei, Clóvis Graciano, Fúlvio Penacchi e Ernesto de Fiori que teve grande influência no trabalho de Volpi.
Em 1927, Volpi conheceu o seu grande amor, uma pessoa com quem se afeiçoava muito. Uma garçonete chamada Benedita da Conceição, apelidada de Judith, com quem teve uma única filha, Eugênia. É quase certo que Judith tenha sido sua modelo para o quadro Mulata (1927). Volpi teve outros três filhos, havendo disputa entre os herdeiros, inclusive com a destituição de Eugênia da função de inventariante, pois a mesma administrava o espólio como se fosse a única herdeira.
Em 15 de abril de 1976, por ocasião de seu aniversário de 80 anos, foi agraciado com a Ordem do Ipiranga, no grau de Grande Oficial, pelo Governo do Estado de São Paulo.
Em 14 de abril de 2013, Volpi foi homenageado com um doodle na homepage do Google Brasil.
Há em São Paulo um parque com seu nome. Referência em preservação ambiental da Mata Atlântica.

## Trabalhos selecionados
- Mogi das Cruzes (1939)[8]
- Bandeirinhas (1950)[9]
- Painel da igreja do Cristo Operário (1951)
- Fachada Noturna (1955)
- Sem título (da série Ampulheta), Museu de Arte Moderna (1964)[9][10]
- O descobrimento da América